# منتزعة الكبريت مختزلة أكسيد الحديد الثلاثي
منتزعة الكبريت مختزلة أكسيد الحديد الثلاثي (الاسم العلمي: Desulfovibrio ferrireducens) هي نوع من البكتيريا، سلبية الغرام، تتبع جنس منتزعة الكبريت.